# 大格盧希察區

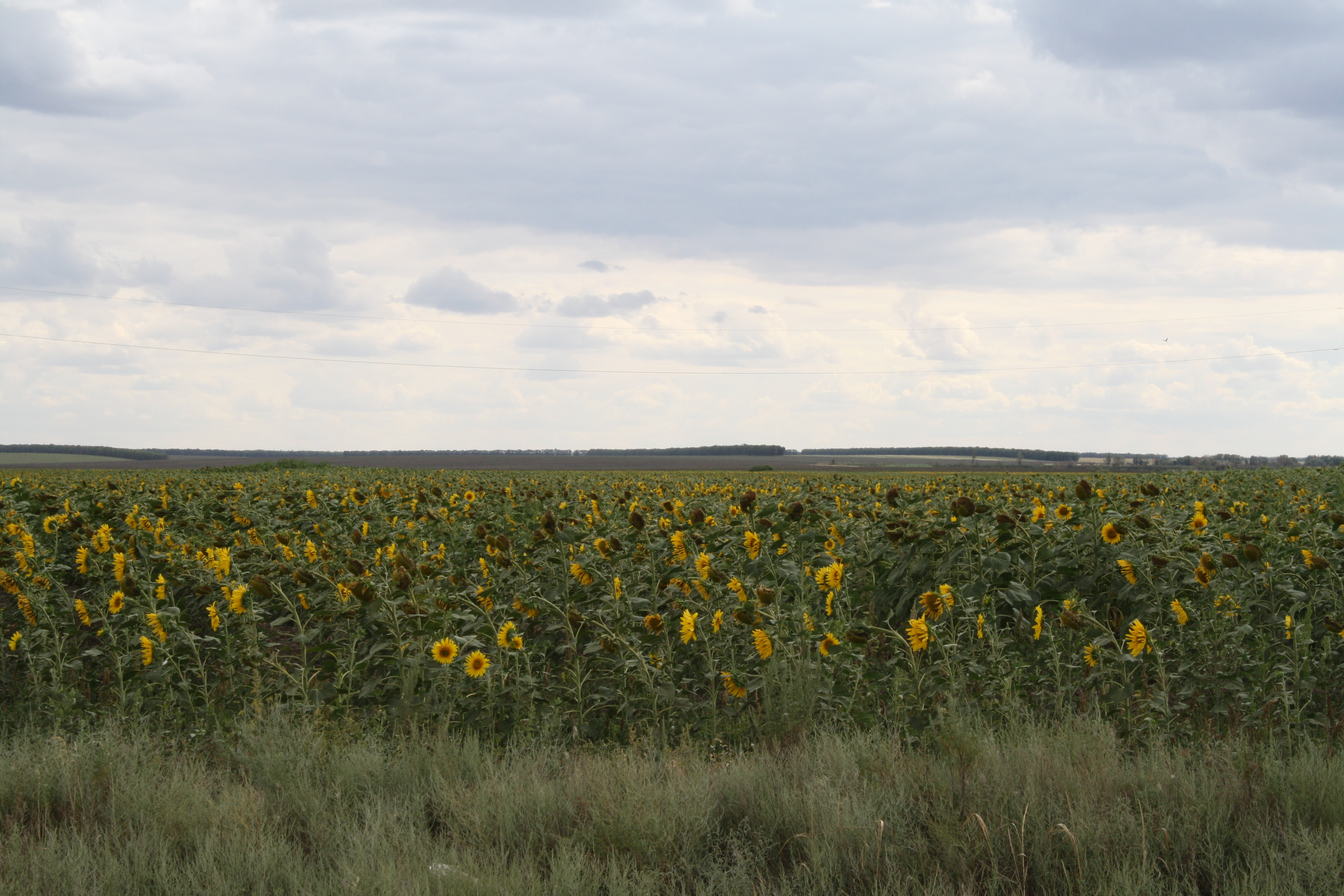

52°23′17″N 50°28′59″E / 52.38806°N 50.48306°E
大格盧希察區（俄语：Большеглушицкий район），是俄羅斯的一個區，位於該國西南部，由薩馬拉州負責管轄，面積2,534平方公里，2010年人口20,477，人口密度每平方公里8.08人。